# Sparriger Alant
Der Sparrige Alant (Inula spiraeifolia) ist eine Pflanzenart aus der Gattung Alante (Inula) innerhalb der Familie der Korbblütler (Asteraceae).

## Beschreibung

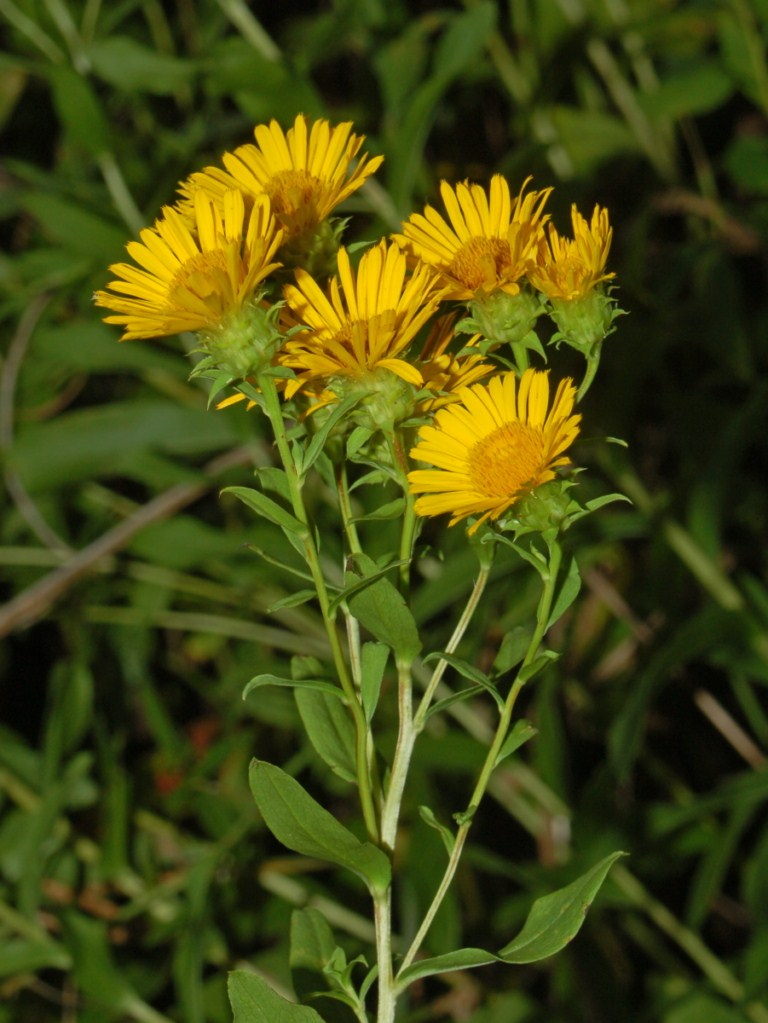
Gesamtblütenstand mit Blütenkörben im Detail

### Vegetative Merkmale
Der Sparrige Alant ist eine ausdauernde, spärlich behaarte krautige Pflanze, die Wuchshöhen von 30 bis 80 Zentimetern erreicht. Es werden unterirdische Ausläufer ausgebildet. Der sparrige Alant bildet Überwinterungsknospen nahe der Erdoberfläche aus. Die mittleren Laubblätter sind bei einer Länge von 3 bis 5 Zentimetern sowie einer Breite von 1 bis 2 Zentimetern länglich-elliptisch, kaum stängelumfassend und gezähnt und oberseits deutlich netznervig. Die Köpfe sind meist zu 3 bis 10 angeordnet.

### Generative Merkmale
Die Blütezeit reicht von Juni bis August.
Die Samenform ist eine einsamige Schließfrucht, welche sich aus einem unterständigen Fruchtknoten bildet (Achäne). Die Fruchtwand (Perikarp) und die Samenschale (Testa) sind sehr eng und fest miteinander verbunden und bilden teilweise gemeinsam mit den umgewandelten Kelchblättern (Pappus) eine flugfähige Diaspore.
In einem Gesamtblütenstand stehen meist drei bis zehn körbchenförmige Teilblütenstände zusammen. Die Körbchen sind 25–35 Millimeter breit, die äußeren Hüllblätter sind eiförmig-spatelig mit zurückgekrümmter Spitze. Die Hüllblätter sind kahl oder bewimpert. Die äußeren sind kürzer als die inneren.
Die Chromosomenzahl beträgt 2n = 16.

## Vorkommen
Der Sparrige Alant kommt in Südfrankreich und von Italien bis Bulgarien in Flaumeichen-Trockengebüschen vor. Das Verbreitungsgebiet umfasst die Länder Frankreich, Korsika, Italien, die Schweiz, Kroatien, Slowenien, die Balkanhalbinsel, Ungarn, Bulgarien und die Türkei. Er ist in der Schweiz eine Charakterart des Verbands der Kontinentalen Halbtrockenrasen (Cirsio-Brachypodion), kommt aber auch im Verband Insubrischer Trockenrasen (Diplachnion) vor.
Die ökologischen Zeigerwerte nach Landolt & al. 2010 sind in der Schweiz: Feuchtezahl F = 1+ (trocken), Lichtzahl L = 3 (halbschattig), Reaktionszahl R = 4 (neutral bis basisch), Temperaturzahl T = 4+ (warm-kollin), Nährstoffzahl N = 2 (nährstoffarm), Kontinentalitätszahl K = 5 (kontinental).

## Taxonomie
Der Sparrige Alant wurde von Carl von Linné in Syst. Nat., ed. 10: 1219, 1759 als Inula spiraeifolia erstbeschrieben. Ein Synonym ist Inula squarrosa L. 

## Nutzung
Der Sparrige Alant wird selten als Zierpflanze genutzt.